# 미하일 보로딘

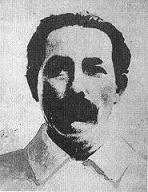
미하일 보로딘

미하일 마르코비치 보로딘(러시아어: Михаи́л Mapkóвич Бороди́н, 1884년 7월 9일 ~ 1951년 5월 29일)은 소련의 외교관, 정치인으로 코민테른의 요원이었다. 보로딘이라는 이름은 가명으로 원래 성은 그루젠베르크(러시아어: Грузенберг)이다.
1903년 보로딘은 볼셰비키 당원이 되었고 1907년 체포되어 미국으로 추방당했다. 미국에서는 그는 인디애나주의 벨파소 대학을 다녔으며 10월 혁명 이후 1918년 조국 러시아로 돌아왔고 국제관계 부서에서 일했다. 1919년부터 21년간 그는 코민테른의 특파원으로 영국, 미국, 멕시코에서 활동했다.
1923년과 1927년, 보로딘은 코민테른과 소비에트 연방을 대표하는 대표자로 중화민국에 파견되었다. 그는 당시 신해혁명의 아버지인 쑨원의 촉망을 받는 조언자로 지냈다. 그의 제안에 따라 국민당은 공산주의자에게도 문호를 개방했고 공산당과의 연합이 일어나 황푸군관학교가 세워졌다.
1925년 쑨원이 죽은 이후에도 그는 계속 국민당의 고문으로 재직했으나 1927년 4.12사건과 장제스의 공산당 탄압으로 숙청이 노골화되자 소련으로 돌아가 잠시 영자지인 《모스크바 데일리뉴스》의 편집장이 되었다.
1949년, 그는 소비에트 연방의 적으로 낙인찍히고 시베리아로 추방되었고 2년 후 그곳에서 죽었다.
그의 사후 서기장 니키타 흐루쇼프에 의해 명예회복이 되었다.